# Freies Sender Kombinat
Le Freies Sender Kombinat est une radio associative locale de Hambourg.
Le FSK est membre du Bundesverband Freier Radios et de l'Association mondiale des radiodiffuseurs communautaires.

## Fonctionnement
La radio fonctionne à pleine fréquence depuis 1998, elle diffuse donc 24h/24 et 7j/7. Elle fait suite à une pratique de radiodiffusion de huit ans sur un canal d'accès public et de deux autres années au cours desquelles le projet a diffusé 3 heures et demie par jour sur sa propre fréquence.
Le projet est d'être une radio de gauche. L'émetteur est une association de plusieurs groupes radio et de fournisseurs dits passifs. La licence de radiodiffusion est détenue par l'association de parrainage Anbieterinnengemeinschaft im FSK e. V. (ABG). Les membres de l'ABG sont Radio Loretta, Stadtteilradio et projekt r, ainsi que les fournisseurs passifs Frauenmusikzentrum, Flüchtlingsrat Hamburg, Rockcity e. V., Landesverband Soziokultur et Jüdische Gemeinde Pinneberg e. V. L'assemblée générale de l'ABG décide des questions pertinentes de diffusion (structure du programme, orientation du contenu, etc.). Elle se réunit mensuellement en séance plénière de délégués et se compose de 18 membres votants, dont 13 délégués du groupe radio. Les cinq autres sont des représentants des prestataires passifs.
Comme la plupart des près de 30 radios gratuites dans les pays germanophones, la FSK est principalement financée par ses membres de soutien. En outre, la FSK est subventionnée dans une mesure non négligeable par des fonds publics. Le parrainage dans le programme par des entreprises, comme la publicité, n'est pas souhaité et n'est pas autorisé par la loi (Hamburgisches Mediengesetz).

### Source de la traduction
- (de) Cet article est partiellement ou en totalité issu de l’article de Wikipédia en allemand intitulé « Freies Sender Kombinat » (voir la liste des auteurs).